# Vladlen Tatarskij
Vladlen Tatarskij (rusky Владлен Татарский, vlastním jménem Maxim Fomin, 25. dubna 1982, Makijivka –⁠ 2. dubna 2023, Petrohrad) byl ruský vojenský bloger, propagandista a odsouzený bankovní lupič. Byl jedním z předních ruských vojenských blogerů a na Telegramu měl přes 560 000 sledujících.

## Životopis

### Mládí
Vladlen Tatarskij se narodil 25. dubna 1982 v Makijivce na východě Ukrajiny. V roce 2011 byl odsouzen za ozbrojenou loupež. Když roku 2014 začala válka na Donbasu, utekl z vězení. Podle vlastních slov byl sice znovu uvězněn, ale nakonec mu hlava DLR Alexandr Zacharčenko udělil milost a dovolil mu bojovat na straně samozvaných republik Doněcké a Luhanské lidové republiky.

### Ruský vojenský bloger
V roce 2019 se přestěhoval do Moskvy a založil na svém telegramovém kanálu osobní blog Vladlen Tatarskij. Každý den zveřejňoval zprávy o akcích a své názory na dění. Pseudonym převzal ze jména Vavilena Tatarského, postavy z knihy Generace P. od Viktora Pelevina. V roce 2022 byl podle agentury TASS přítomen v Kremlu, když ruský prezident Vladimir Putin oznámil anexi čtyř oblastí na jihu a východě Ukrajiny. Tatarskij, který měl na Telegramu více než 570 000 sledujících, patřil k takzvaným ruským vojenským blogerům, skupině tvrdých blogerů, kteří plně podporovali ruskou invazi na Ukrajinu a kritizovali Vladimira Putina a ruské vojenské velitele za přílišnou měkkost. V jednu chvíli silně podporoval útoky na ukrajinskou infrastrukturu, což zdůvodňoval tím, že útoky povedou k dalším mrtvým Ukrajincům. Tatarskij běžně označoval Ukrajinu za teroristický stát. Ukrajina na něj uvalila sankce; na deset let mu byl zakázán vstup na Ukrajinu a byl odsouzen k propadnutí majetku.

### Smrt
Byl zavražděn 2. dubna 2023 v důsledku bombového útoku v petrohradské kavárně Strit-bar (která údajně patří majiteli žoldnéřské Wagnerovy skupiny Jevgenijovi Prigožinovi) na Univerzitním nábřeží v době, kdy Tatarskij pořádal diskusní večer propagandistického klubu Cyber Z Front. Na místě bylo nejméně 15 dalších zraněných. Pokud byl Tatarskij záměrným cílem, jednalo by se o druhý atentát na ruském území na osobu spojenou s válkou na Ukrajině (první byla Darja Duginová). Kyjev účast na atentátu popřel. 4. dubna se k odpovědnosti za útok přihlásila ruská organizace Národní republikánská armáda.

## Vyznamenání
- Řád odvahy (3. dubna 2023, in memoriam) – „za mužnost a odvahu projevenou při plnění profesních povinností“.[10]